# Molodiojni (Calmúquia)
|  | Per a altres significats, vegeu «Molodiojni». |

Molodiojni (en rus: Молодёжный) és un poble (un possiólok) de Calmúquia, a Rússia, segons el cens del 2010 tenia 25 habitants. Pertany al districte municipal de Priiútnoie.